# 波希米亚
波希米亚（捷克語：Čechy）是古中欧地名，占据了古捷克地区西部三分之二的区域。现在位于包括布拉格在内的捷克中西部地区。广义上，尤其是有关波希米亚王国的历史文献中，也常指代包括捷克、摩拉维亚和西里西亚在内的整个捷克地区。波希米亚是古中欧国家，曾为神圣罗马帝国中的一个王国，随后成为奧地利哈布斯堡王朝的一个省。波希米亚曾经南临奥地利，西抵巴伐利亚，北接萨克森和卢萨蒂亚，东北与西里西亚为邻，并與东部的摩拉维亚接壤。1918年至1939年以及1945年至1992年，波希米亚属于捷克斯洛伐克的一部分，1993年之后成为组成捷克的主要部分之一。
如今的波希米亚拥有52,065平方公里的疆域，捷克1050万居民中有约650万人生活在波希米亚地区。现今的波希米亚地区西与德国接壤，北邻波兰，东部为古摩拉维亚地区，南部则与奥地利为邻。波希米亚地区山峦环绕，分别透過波希米亚森林、厄尔士山脉、克尔科诺谢山和蘇台德山脈等与其他地区接壤。其中最高峰位于蘇台德山脈内。

## 语源
公元前2世纪，古罗马人和多个民族在争取意大利北部的统治权，其中一个民族是波伊人。古罗马人在皮亚琴察战役（西元前194年）和摩德納战役（西元前193年）中打败波伊人。此后，大部分波伊人撤退并越过阿尔卑斯山北迁。
古罗马文学家将占领的这片地区称为Boihaemum，最早出现在塔西佗的日耳曼尼亚志一书中（著于公元1世纪末）。该名称包含波伊人的部落名Boi-加上日耳曼语中“家园”的词根xaim-。这片地区包含了部分南波希米亚地区，部分巴伐利亚地区（其名称也是从波伊人部落名演化而来）和奥地利。波希米亚的捷克语名称"Čechy"则是从6或7世纪迁入这片地区的捷克斯拉夫部落的名称演化而来。

## 歷史
波希米亞地區在羅馬帝國時期為一支叫波希人的凱爾特人的聚居地。公元前1世紀，日耳曼人遷入，斯拉夫人亦於公元6世紀遷入波希米亞。由於日耳曼人為主的神聖羅馬帝國的強大，波希米亞的日耳曼裔貴族成立了一個獨立王國，君主由推舉制產生。
1306年波希米亞王族絕後，哈布斯堡家族的鲁道夫一世以外戚身分繼承波希米亞王位。但在15世紀，由於直言極諫的布拉格大學教授揚·胡斯，被羅馬教廷以火刑處死，波希米亞居民憤而改宗胡斯教派，而哈布斯堡家族信仰的是天主教。因此，哈布斯堡家族的王位繼承權備受挑戰。1555年，哈布斯堡君主簽署奥格斯堡宗教和约，授與波希米亞人宗教自由。這些宗教寬容政策，令哈布斯堡君主一直被選為波希米亞國王。
1517年德意志的馬丁路德推行宗教改革以來，新教就廣傳於歐洲。1617年，狂熱的天主教徒斐迪南二世繼承他的表哥成為神聖羅馬皇帝，一改諸先王作風，不再對新教採取容忍政策，導致他落選波希米亞國王。斐迪南為奪回王位，決定征服波希米亞，導致三十年戰爭的爆發。
三十年戰爭過後，波希米亞仍由奧地利哈布斯堡王朝統治，但依然保持為一個獨立的王國，擁有自己的政府。直至1743年，波希米亞成為奧地利帝國統治下的一個構成國，德語成為唯一的官方語言，捷克語則是方言。
第一次世界大戰後，奧匈帝國被肢解，波希米亞成為東歐新國家捷克斯洛伐克的一個行省。1993年，成為捷克共和國一重要組成部分。

## 地理
波希米亞高地位於今捷克的波希米亞地區，多森林，面積約158,000平方公里，海拔1,602公尺。西南部為波希米亞森林，由奧赫熱河上游河谷至奧地利境內的多瑙河河谷，呈西北—東南分布，海拔3,500英尺，主要為針葉林和落葉林。